# Je veux voir Mioussov
Pour les articles homonymes, voir Je veux voir (homonymie).
Je veux voir Mioussov (titre original en russe : Где вы, месье Миуссов) est une comédie écrite par Valentin Kataïev en 1947, dans laquelle un préposé aux travaux de réfection d'une crèche de Moscou nommé Zaïtsev se rend dans une maison de repos appelée Les Tournesols pour y rencontrer un patient, le camarade Mioussov, afin qu'il lui signe un bon de livraison concernant 50 kg de peinture blanche émaillée.
La comédie est basée sur un quiproquo  pour obtenir le privilège de séjourner pendant vingt-quatre heures dans cet établissement de santé réputé, Zaïtsev est contraint d'utiliser un subterfuge : il prétend être le mari de la célèbre  agronome Klava Igniatiouk qui vient de recevoir la médaille d'or de la promotion agricole, et qui fait la Une de tous les journaux. Or, celle-ci arrive peu après aux Tournesols, où elle attend son mari. Le personnel de la maison prend alors le véritable mari de Klava pour son amant, ce qui provoque le comique de la pièce.
Je veux voir Mioussov a été traduite en français en 1947 par Tamara Dalmat.

## Représentations
- 1965 : mise en scène Jacques Fabbri au théâtre des Nouveautés - (première mise en scène française)
- 1968 : Au théâtre ce soir -  Je veux voir Mioussov de Valentin Kataïev, mise en scène Jacques Fabbri, réalisation Pierre Sabbagh, théâtre Marigny
- 1979 : mise en scène Jacques Fabbri au théâtre du Palais-Royal
- 1980 : mise en scène Jacques Fabbri au théâtre des Variétés
- février 2015[réf. souhaitée] : par la troupe des "Petits Rats de l'apéro"
- février 2018 : par la troupe de l'Autodid'acte à l'ICES, mis en scène par Baptiste Poiron
- Octobre 2018[2],[3] : par la troupe Amri Théâtre, mise en scène Céline Lesage et Steven Drévillon (3 dates, Espace Beaujon, Paris)
- Octobre - Décembre 2019[4],[5] : par la troupe Amri Théâtre, mise en scène Céline Lesage et Steven Drévillon (11 dates, Théo Théâtre, Paris)
- 2021 : adaptation et mise en scène par Patrick Dray, assisté par Denis d'Yvoire avec La Troupe des Absurdistes produit par Aventurine & Cies - Festival Off d'Avignon 2021
- 2022 : adaptation et mise en scène par Patrick Dray, assisté par Denis d'Yvoire avec La Troupe des Absurdistes produit par Aventurine & Cies - de janvier à juin 2022 tous les vendredi et samedi à La Comédie Saint-Michel à ParisLe Cours deThéâtre
- 2022  "Les Ateliers du Théâtre" ont présenté Je veux voir Mioussov lors de deux représentations à la Comédie Nation les 25 et 26 juin 2022.
- 2024 : La troupe du club théatre de l'ESPCI a présenté Je veux voir Mioussov lors de 5 représentations du 18 au 23 mars, mise en scène de Clément Pénicaut et Louis Le Berre.
- Mars 2025 : La troupe du club théâtre du Lycée privé Sainte Geneviève à Versailles a présenté Je veux voir Mioussov lors d'une représentation le 23 mars 2025.
- Juin 2025[6] : La troupe de l'Université ouverte de Versailles a présenté Je veux voir Mioussov lors de trois représentations dans le cadre du  Mois Molière 2025, dans une mise en scène de Thierry Chauvel.